# Nermin Yıldırım
Nermin Yıldırım (Bursa, 1980) és una escriptora turca. Es va sentir atreta per la literatura des de molt jove. Va escriure els seus primers poemes i relats a l'escola, i ja aleshores va aconseguir alguns premis. El 2002 va obtenir el títol de periodista a la Facultat de Ciències de la comunicació de la Universitat Anadolu d'Eskişehir. Va començar a treballar de periodista, editora i columnista en diversos diaris i revistes, i com a copy per a agències de publicitat. Vive entre Istanbul i Barcelona.
La seva primera novel·la, Unutma Beni Apartmanı (The Forget-Me-Not Building), va ser publicada el 2011 per l'editorial Doğan Kitap, una de les més importants de Turquia. Aquell mateix any, va rebre el premi a la millor primera novel·la per les escoles franceses d'Istanbul i Izmir i va començar a adquirir prestigi en els cercles literaris. La seva segona novel·la, Secrets dreamed in Istanbul, va ser publicada per la mateixa casa editorial el 2012. A finals d'aquell any, el seu relat Red Snow va aparèixer en el recull Snow Covered the Trails.